# La Ferrière-en-Parthenay
 La Ferrière-en-Parthenay  es una población y comuna francesa, situada en la región de Poitou-Charentes, departamento de Deux-Sèvres, en el distrito de Parthenay y cantón de Thénezay.

## Demografía
| 797 | 768 | 724 | 706 | 673 | 755 |
| Para los censos de 1962 a 1999 la población legal corresponde a la población sin duplicidades (Fuente: INSEE [Consultar]) |     |     |     |     |     |